# Langweiler (Aldenhoven)

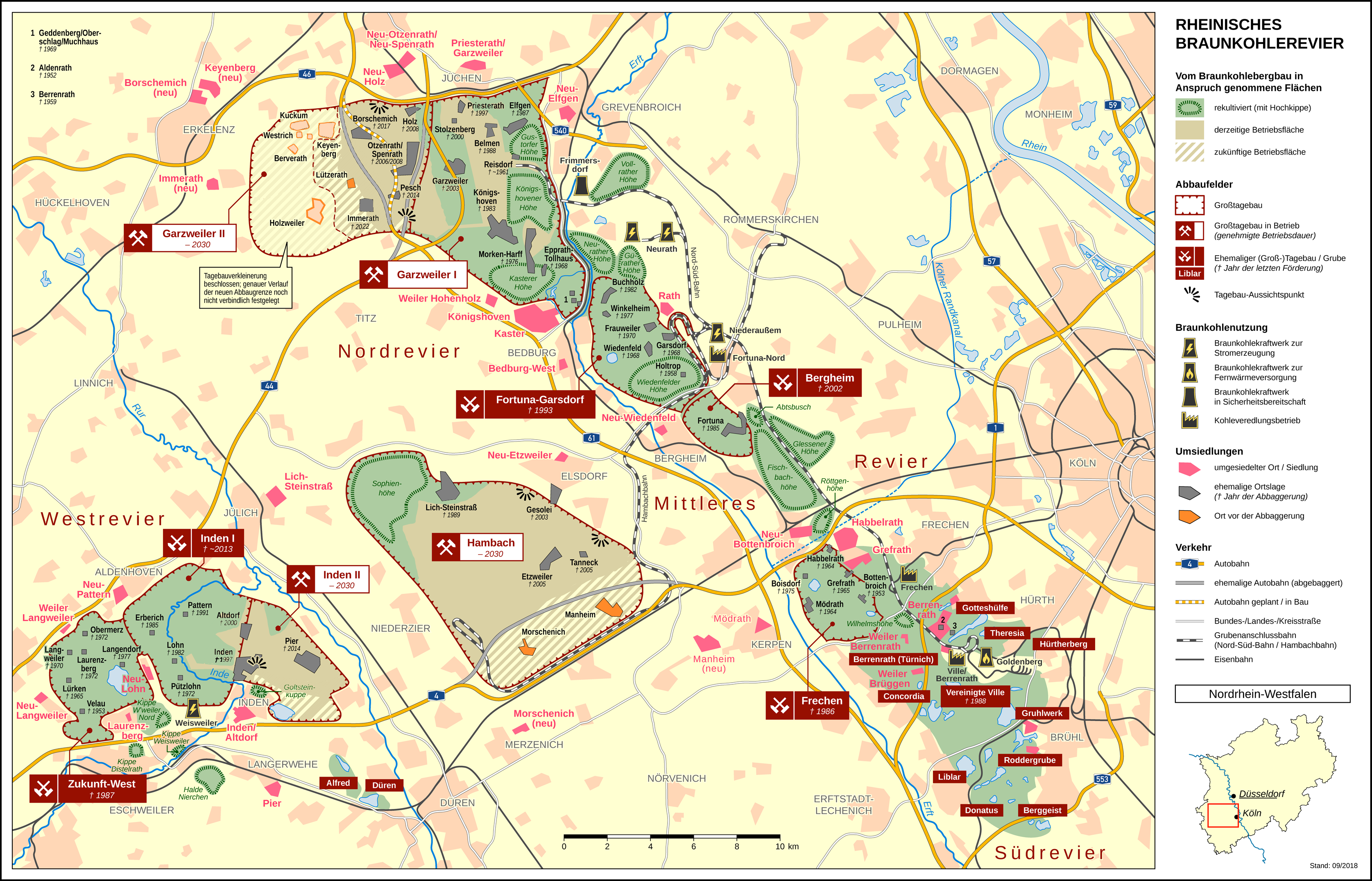
Karte mit der Lage des ehemaligen Ortes Langweiler sowie von „Neu-Langweiler“ im Rheinischen Braunkohlerevier

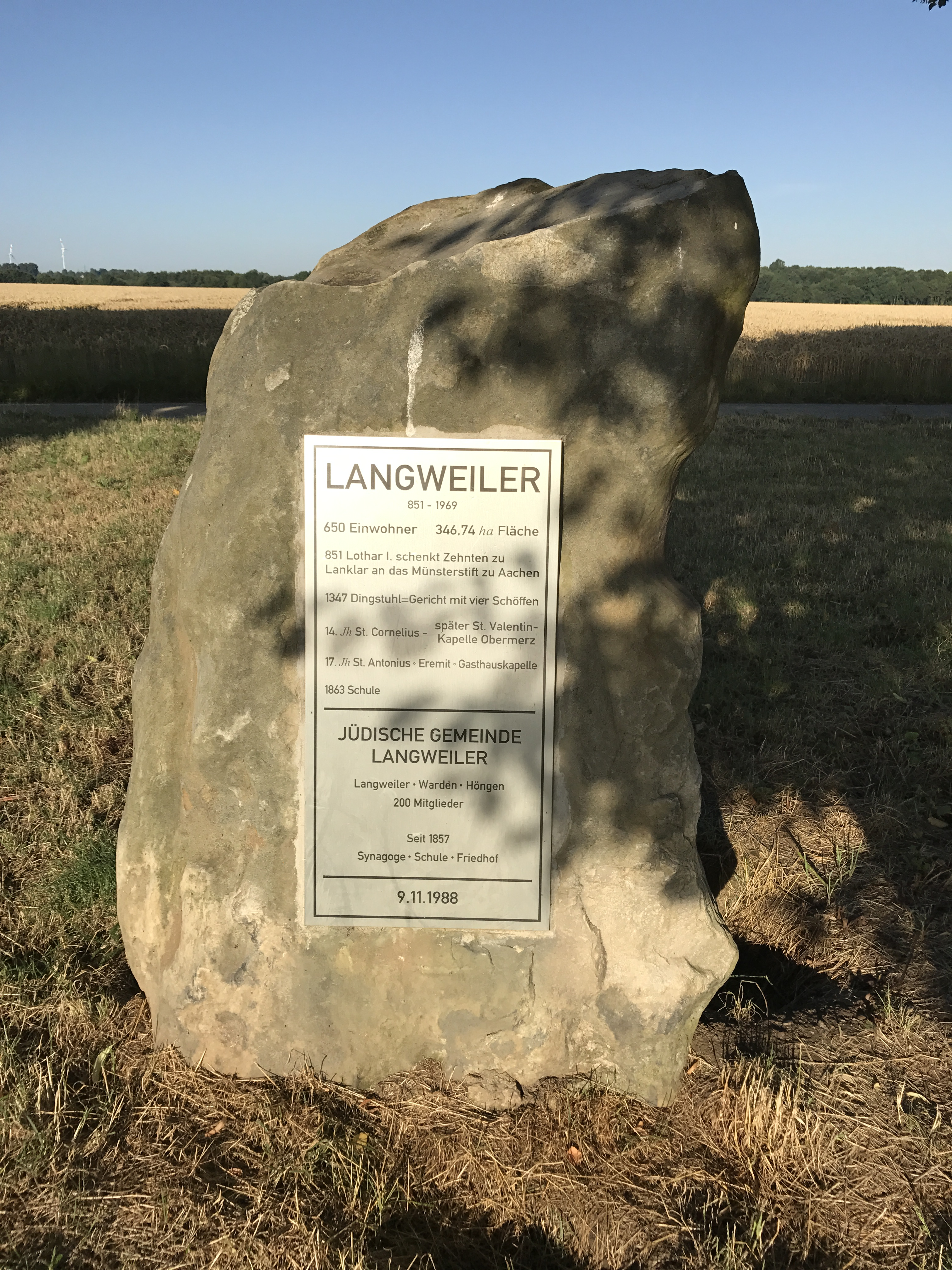
Gedenkstein für Langweiler

Langweiler ist ein wegen Braunkohletagebau abgeganger Ort bei Aldenhoven im Kreis Düren. Er lag im Dreieck der Ortschaften Hoengen, Warden (heute beide Alsdorf) und Laurenzberg (ebenfalls abgebaggert, zu Eschweiler gehörend). Langweiler gehörte zusammen mit Laurenzberg, Lürken und Obermerz zum katholischen Pfarrbezirk Laurenzberg. Die Bewohner entschieden sich überwiegend für den Umsiedlungsstandort nördlich der „Kalvarienbergstraße“ in Kinzweiler. Die Umsiedlung war 1970 abgeschlossen. Der Kinzweiler Volksmund nannte diesen Ortsteil Neu-Langweiler.
In diesem „Neu-Langweiler“ erinnern mehrere Straßennamen an das abgegangene Langweiler:
- Langweilerstraße in Alsdorf-Hoengen
- Langweilerstraße in Niedermerz
- Langweilerweg
- Peter-Koch-Straße nach Peter Koch (* 1929; † 1983), Langweiler Kommunalpolitiker
- Konrad-Müller-Straße nach Konrad Müller (* 1883; † 1968), Zeppelinkonstrukteur und -pionier, wuchs in Langweiler auf und überflog Langweiler per Zeppelin am 29. März 1936
- Viktoriastraße nach dem Langweiler Fußballklub Viktoria
- Valentinstraße nach dem Patron der Kapelle in Obermerz

Am 1. Juli 1969 wurde Langweiler offiziell nach Niedermerz eingemeindet.
Seit dem 1. Juni 2014 gehört der Weiler Langweiler zu Schleiden und nicht mehr zu Niedermerz.
Auf dem 1985 am Blausteinsee aufgestellten Gedenkstein „Langweiler“ steht:
Langweiler gab mehreren archäologischen Ausgrabungsstätten seinen Namen: Langweiler 2, Langweiler 8, Langweiler 9.
Ebenfalls ist nach dem Ort der Aldenhovener Weiler Langweiler benannt.